# Raima
Raima ist ein multinationales Technologie-Unternehmen mit Sitz in Seattle, USA. Das Unternehmen wurde 1982 gegründet und entwickelt, vertreibt und unterstützt Festplatten- sowie Hauptspeicher-basierte relationale Datenbank-Systeme. Die Raima-Datenbank-Systeme können entweder als eingebettete Datenbank verwendet, oder im Client/Server-Modus betrieben werden. Raimas Schwerpunkt liegt auf OLTP-Datenbanken mit hohem Transaktionsvolumen und hohen Performanceanforderungen. Die Produkte zeichnen sich weiterhin durch einen geringen Hauptspeicherbedarf sowie hohe Plattformunabhängigkeit aus.

## Produkte und Dienstleistungen
Raima vertreibt und unterstützt mehrere Datenbank-Lösungen auf Basis des Raima Database Manager an. Der Raima Database Manager wurde speziell für eine verteilte Architektur entwickelt und kann entweder in die Applikation eingebettet und komplett darin verwaltet werden, oder in einem Client/Server-Modell betrieben werden. Die Raima-Database-Manager-Architektur, Plattformunabhängigkeit und der geringe Speicherbedarf ermöglichen den Einsatz in verschiedenen Anwendungen, von kleinen, ressourcenbeschränkten Geräten bis hin zu Enterprise-Umgebungen.   

## Applikationen
Raima-Datenbank-Produkte werden in den verschiedensten Applikationen eingesetzt, in Flugkontrollsystemen, militärischen Systemen, Datensicherungsanwendungen, medizinischen Systemen und Geräten, sowie in Routern und Netzwerk-Switches. Unternehmen wie Boeing, General Dynamics, GE Power, GE Grid Solutions, Mitsubishi, Schneider Electric, Siemens und viele andere nutzen Raima-Produkte in ihren Applikationen.